# Лимовое (Липецкая область)
Лимовое — деревня Георгиевского сельсовета Становлянского района Липецкой области.

## География
В деревне имеется одна улица: Придорожная. Расположена севернее Посёлка имени Димитрова и находится на автомобильной дороге. Западнее деревни проходит железная дорога.
На территории деревни Лимовое имеется водоём.

## Население
| 2010 |
| ---- |
| 11   |